# Skies darken
Skies darken is het zesde studioalbum van Citizen Cain.
De band brengt een onregelmatig album uit, ook nu deed de band er tien jaar over om een opvolger te maken van Playing dead (2002). De band had in het verleden te maken met platenlabels die failliet gingen of er mee stopten (SI Music en Cyclops Records). De matige verkoop van genoemd album noopte de band om het bijltje erbij neer te leggen. Desalniettemin kwam er in 2012 als donderslag bij heldere hemel Darken skies uit; ditmaal bij een label, dat het al langer volhoudt Festival Music uit Loughborough. Opnamen vonden plaats in een studio genaamd The Room.
Cyrus schreef alle teksten en daarbij komt zijn distopische visie naar buiten. In The fountains of sand meldt hij bijvoorbeeld "Someone said through sin you go to hell, but we’re already here" (door zonden kom je in de hel, maar we zijn daar al). 

## Musici
- Cyrus – zang, basgitaar
- Stewart Bell – toetsinstrumenten, drumstel
- Phil Allen – gitaren

## Muziek
| Nr. | Titel                                                                                                 | Duur  |
| --- | --- | ----- |
| 1.  | The charnal house (Tekst: Cyrus, Muziek: Bell)                                                        | 4:56  |
| 2.  | The long sleep (Tekst: Cyrus, Muziek: Bell)                                                           | 12;25 |
| 3.  | Darkest sleep/Manifestations (Tekst: Cyrus, Muziek: Bell)                                             | 7:09  |
| 4.  | Spiders in undergrowth (Tekst: Cyrus, Muziek: Bell)                                                   | 3:05  |
| 5.  | The hunting of Johnny Eue/Trapped by candlelight (Tekst: Cyrus, Muziek: Bell)                         | 11:59 |
| 6.  | Coming down/The fountains of sand/Delivered up for tea/Death and rebirth (Tekst: Cyrus, Muziek: Bell) | 14:53 |
| 7.  | Do we walk in the world? (Tekst: Cyrus, Muziek: Bell)                                                 | 5:10  |
| 8.  | Lost in lonely ghosts (Tekst: Cyrus, Muziek: Bell)                                                    | 13:43 |

## Nasleep
Men vond bij dit zesde album dat de band een balans had gevonden tussen melodie en complexiteit. Wel bleef men ageren tegen de hoeveelheid tekst die Cyrus met een jaren-zeventigstem van Peter Gabriel, aan zijn fans verkondigt. Prowereld vermeldde nog dat het album redelijk verkocht; een eerste oplage was snel uitverkocht maar er werd niet bij verteld om hoeveel cd’s het ging. Het album bleek het laatste te zijn dat op naam van de band werd uitgebracht (gegevens 2023). In 2014 en 2017 kwam Stewart Bell onder eigen naam met albums onder de titel The antechamber of being (part I en II)